# Bougafer 33
Bougafer 33 es una película del año 2010.

## Sinopsis
Tomando como punto de partida el viaje de un grupo de franceses que siguen las huellas de los suyos, Bougafer 33 es un recorrido en el tiempo y el espacio que cuenta la batalla que tuvo lugar en 1933 al pie del monte Bougafer durante la guerra que libró Marruecos contra la conquista colonial franco-española. Testimonios, imágenes de archivo, relatos escritos y cantos restituyen la historia de los últimos resistentes de los Ait Atta. La epopeya de una lucha encarnizada y muy organizada en la que participaron mujeres y niños en nombre de la libertad.

## Premios
- Agadir 2010